# Xaver Dvořák

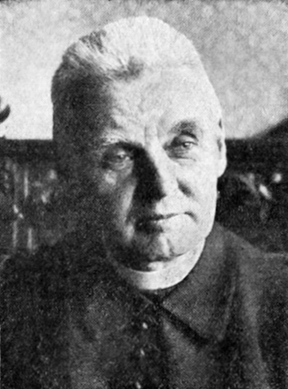
Xaver Dvořák (innan 1928)

Xaver Dvořák, född 29 november 1858, död 22 november 1939, var en tjeckisk lyriker och katolsk präst.
Dvořák skapade religiöst betonad poesi av sträng konstnärlig form. Han debuterade 1888 med sonettsamlingen På den gyllene stigen och utgav därefter åtskilliga diktsamlingar, däribland märks Genom skugga till gryning (1891) och Sursum corda (1894). Dvořák har även författat ett drama, Tabitha (1895).